# Truyền thuyết người và rồng
Truyền thuyết người và rồng (tiếng Trung: 人龍傳說) là một bộ phim truyền hình Hồng Kông 1999 do TVB sản xuất. Với độ dài 20 tập, bộ phim kể về chuyện tình giữa người và rồng.

## Nội dung
Diệp Hi, một đại phu trong làng trong một lần tình cờ quen biết với tiểu nữ của Long Vương. Dần dần cả hai nảy nở tình cảm và xin thành thân bất chấp nghịch ý trời. Trong ngày đại hôn của cả hai từ trên trời phong ba sấm chớp giáng xuống khiến mọi nơi trong trấn nhỏ trở nên tan hoang. Mặc dù sống sót sau cơn đại họa nhưng pháp lực của gia đình Long Vương mất hết và đi làm việc công đức để chuộc lại lỗi lầm xưa sớm trở về Long Cung. Châu Ngạo Thiên, một quan lại trong triều bấy lâu cho rằng rồng là mối họa lớn của nhân gian nên tìm mọi cách tiêu diệt. Cuối cùng ông lâm nạn được Long Nữ hi sinh thân mình cứu giúp xóa tan hiềm khích giữa người và rồng bao đời. Trong kiếp lai sinh, Long Nữ đầu thai thành một cô gái người phàm, Diệp Hi lên núi hái thuốc và cả hai gặp nhau.

## Phân vai

### Kinh Hà Long Cung
- Lưu Gia Huy vai Long Vương
- Tào Chúng vai Long Hậu
- Khâu Vạn Thành vai A Đại (Long Thái Tử)
- Thiệu Truyền Dũng vai A Nhị (Long Thái Tử)
- Viên Khiết Doanh vai Tiểu Ngư (Long Nữ)

### Diệp Gia
- Nguyên Hoa vai Diệp Vấn
- La Quan Lan vai Hình Tương Mị
- Trần Hạo Dân vai Diệp Hi

### Châu Gia
- La Nhạc Lâm vai Châu Ngạo Thiên
- Phùng Hiểu Văn vai Châu Thị
- Tiền Gia Nhạc vai Châu Xử
- Lưu Ngọc Thúy vai Châu Thúy

### Các nhân vật khác
- Trương Sán Duyệt vai Tân Nguyệt Công Chúa
- Tạ Thiên Hoa vai Lôi Đại Bằng
- Vương Vĩ vai Huệ Đế
- Vương Vĩ Lương vai Mùng Một